# Merbeck
Merbeck is een plaats in de gemeente Wegberg in de Kreis Heinsberg in Noordrijn-Westfalen (Duitsland).
Merbeck ligt in het dal van de Slipsbach op een hoogte van 65 meter. De plaats telt 1484 inwoners (stand 2012).
Merbeck werd voor het eerst vernoemd in 1295 als Marbach. De parochie splitste zich in 1818 af van die van Niederkrüchten. Als parochiekerk diende een 15e-eeuwse kapel. In 1824 werd deze met een schip vergroot. In 1904 werd begonnen met de bouw van een nieuw kerkgebouw.

## Bezienswaardigheden
- Sint-Maternuskerk, bakstenen kruiskerk met toren, van 1905, in neogotische stijl.

## Nabijgelegen kernen
Lüttelforst, Niederkrüchten, Arsbeck, Wegberg, Rickelrath